# Station Bréval
Station Bréval is een station gelegen op het grondgebied van de gemeente Bréval in het departement Yvelines (Île-de-France). Het station ligt aan de lijn van Mantes-la-Jolie naar Cherbourg.
Het station is in 1855 in gebruik genomen door de Compagnie des chemins de fer de l'Ouest . Het station wordt uitgebaat door de SNCF. Een bijzonder gegeven is dat hoewel het station gelegen is in de regio Île-de-France, het niet wordt aangedaan door treinen van de regionale SNCF-tak Transilien, maar  door Intercités en TER Normandie-treinen die doorrijden naar Paris-Saint-Lazare of Mantes-La Jolie.

## Ligging
Het station bevindt zich op kilometerpunt (PK) 70.875 van de lijn van Mantes-la-Jolie naar Cherbourg, tussen de stations van Mantes-la-Jolie en Bueil.
Het station bevindt zich te midden van twee gesloten stations: station Ménerville richting Mantes-la-Jolie en Station Gilles-Guainville richting Bueil.

## Reizigersvervoer
Het station heeft een reizigersgebouw, met een dagelijks geopend loket.
Bréval is het laatst gelegen station in Île-de-France in de richting van Normandië, er kan vanuit IdF heen gereisd worden met de Passe Navigo, maar niet verder in de richting Normandië.
Het is een redelijk druk bezocht station, met in 2016 633.406 reizigers.